# Keith Booth
Keith Eugene Booth (Baltimore, Maryland, 9 de outubro de 1974) é um ex-jogador de basquete norte-americano que foi campeão da temporada da NBA de 1997-98 jogando pelo Chicago Bulls.

## Estadísticas na NBA

##### Temporada regular
| Temporada | Idade | Equipe        | Liga | P  | TIT | MIN  | TC  | TCA | %TC  | 3P  | 3PA | %3P  | TL  | TLA | %TL   | R.OF. | R.DEF. | REB | ASIS | ROB | TAP | PER | FP  | PTS |
| 1997-98   | 23    | Chicago Bulls | NBA  | 6  | 0   | 2.8  | 0.3 | 1.0 | .333 | 0.0 | 0.2 | .000 | 1.0 | 1.0 | 1.000 | 0.3   | 0.3    | 0.7 | 0.2  | 0.0 | 0.0 | 0.5 | 0.5 | 1.7 |
| 1998-99   | 24    | Chicago Bulls | NBA  | 39 | 4   | 11.1 | 1.3 | 3.9 | .325 | 0.0 | 0.3 | .100 | 0.5 | 1.1 | .500  | 0.6   | 1.7    | 2.4 | 1.0  | 0.6 | 0.3 | 1.0 | 1.5 | 3.1 |
| Total     |       |               | NBA  | 45 | 4   | 10.0 | 1.1 | 3.5 | .325 | 0.0 | 0.2 | .091 | 0.6 | 1.1 | .563  | 0.6   | 1.6    | 2.2 | 0.9  | 0.5 | 0.2 | 0.9 | 1.4 | 2.9 |